# Lijst van nummer 1-hits in de 3FM Mega Top 50 in 2017
Deze hits stonden in 2017 op nummer 1 in de Mega Top 50, de hitlijst van de Nederlandse radiozender NPO 3FM.
| Datum        | Artiest                                  | Titel                       |
| ------------ | ---------------------------------------- | --------------------------- |
| 7 januari    | Clean Bandit, Sean Paul & Anne-Marie     | Rockabye                    |
| 14 januari   | Ed Sheeran                               | Shape of You                |
| 21 januari   | Ed Sheeran                               | Shape of You                |
| 28 januari   | Ed Sheeran                               | Shape of You                |
| 4 februari   | Ed Sheeran                               | Shape of You                |
| 11 februari  | Ed Sheeran                               | Shape of You                |
| 18 februari  | Ed Sheeran                               | Shape of You                |
| 25 februari  | Ed Sheeran                               | Shape of You                |
| 4 maart      | Ed Sheeran                               | Shape of You                |
| 11 maart     | Ed Sheeran                               | Shape of You                |
| 18 maart     | Ed Sheeran                               | Shape of You                |
| 25 maart     | Ed Sheeran                               | Shape of You                |
| 1 april      | Ed Sheeran                               | Shape of You                |
| 8 april      | Ed Sheeran                               | Shape of You                |
| 15 april     | Ed Sheeran                               | Shape of You                |
| 22 april     | Ed Sheeran                               | Shape of You                |
| 29 april     | Ed Sheeran                               | Shape of You                |
| 6 mei        | Luis Fonsi, Daddy Yankee & Justin Bieber | Despacito/Despacito (remix) |
| 13 mei       | Luis Fonsi, Daddy Yankee & Justin Bieber | Despacito/Despacito (remix) |
| 20 mei       | Luis Fonsi, Daddy Yankee & Justin Bieber | Despacito/Despacito (remix) |
| 27 mei       | Luis Fonsi, Daddy Yankee & Justin Bieber | Despacito/Despacito (remix) |
| 3 juni       | Luis Fonsi, Daddy Yankee & Justin Bieber | Despacito/Despacito (remix) |
| 10 juni      | Luis Fonsi, Daddy Yankee & Justin Bieber | Despacito/Despacito (remix) |
| 17 juni      | Luis Fonsi, Daddy Yankee & Justin Bieber | Despacito/Despacito (remix) |
| 24 juni      | Luis Fonsi, Daddy Yankee & Justin Bieber | Despacito/Despacito (remix) |
| 1 juli       | Luis Fonsi, Daddy Yankee & Justin Bieber | Despacito/Despacito (remix) |
| 8 juli       | Luis Fonsi, Daddy Yankee & Justin Bieber | Despacito/Despacito (remix) |
| 15 juli      | Luis Fonsi, Daddy Yankee & Justin Bieber | Despacito/Despacito (remix) |
| 22 juli      | Luis Fonsi, Daddy Yankee & Justin Bieber | Despacito/Despacito (remix) |
| 29 juli      | Luis Fonsi, Daddy Yankee & Justin Bieber | Despacito/Despacito (remix) |
| 5 augustus   | Luis Fonsi, Daddy Yankee & Justin Bieber | Despacito/Despacito (remix) |
| 12 augustus  | Luis Fonsi, Daddy Yankee & Justin Bieber | Despacito/Despacito (remix) |
| 19 augustus  | Luis Fonsi, Daddy Yankee & Justin Bieber | Despacito/Despacito (remix) |
| 26 augustus  | Armin van Buuren & Josh Cumbee           | Sunny Days                  |
| 2 september  | Armin van Buuren & Josh Cumbee           | Sunny Days                  |
| 9 september  | Taylor Swift                             | Look What You Made Me Do    |
| 16 september | J Balvin & Willy William                 | Mi gente                    |
| 23 september | P!nk                                     | What About Us               |
| 30 september | P!nk                                     | What About Us               |
| 7 oktober    | P!nk                                     | What About Us               |
| 14 oktober   | P!nk                                     | What About Us               |
| 21 oktober   | P!nk                                     | What About Us               |
| 28 oktober   | P!nk                                     | What About Us               |
| 4 november   | P!nk                                     | What About Us               |
| 11 november  | Ed Sheeran                               | Perfect                     |
| 18 november  | P!nk                                     | What About Us               |
| 25 november  | P!nk                                     | What About Us               |
| 2 december   | Ed Sheeran                               | Perfect                     |
| 9 december   | Ed Sheeran & Beyoncé                     | Perfect/Perfect Duet        |
| 16 december  | Ed Sheeran & Beyoncé                     | Perfect/Perfect Duet        |
| 23 december  | Ed Sheeran & Beyoncé                     | Perfect/Perfect Duet        |
| 30 december  | Ed Sheeran & Beyoncé                     | Perfect/Perfect Duet        |